# 马克·威廉姆斯 (南非足球运动员)
马克·威廉姆斯（英語：Mark Williams，1966年8月11日—），是已退役的南非职业足球运动员，司职前锋，曾在中国联赛效力过多支球队。
威廉姆斯在南非国家队最出色的表现是1996年的非洲杯，他与队友约翰莫肖各攻入四球，并列排在1996年非洲杯足球赛的射手榜的第二位，排在第一位的是来自赞比亚的布沃尔亚。马克威廉姆斯其中的2个是在决赛中替补出场后攻入的，帮助球队2-0战胜突尼斯夺得冠军。